# 1111 Lincoln Road
1111 Lincoln Road ist Name und Adresse einer 2010 fertiggestellten Überbauung mit gemischter Nutzung in Miami Beach. Der Blickfang des vom Schweizer Architekturbüro Herzog & de Meuron gestalteten Komplexes ist das Parkhaus, das an ein bestehendes Bürogebäude aus den 1970er-Jahren angebaut ist. Nördlich davon befindet sich ein zweistöckiger Flachbau.

## Architektur
Das Parkhaus mit 300 Stellplätzen steht im Fokus der Bebauung. Es wurde an Stelle eines offenen Parkplatzes neben einem Bürogebäude aus den 1970er-Jahren errichtet. Das Parkhaus ist eine gänzlich offene Betonstruktur ohne Fassade, deren Raumhöhe von sechs bis neun Metern die üblichen Raumhöhen von Parkhäusern weit überschreitet. Für Fußgänger ist in der Mitte des Gebäudes eine offene skulpturale Treppe angelegt. Die hohen Parkebenen lassen sich auch als Veranstaltungsort nutzen. Mehr Parkebenen wären ohnehin nicht möglich gewesen, weil die Behörden zwar die zulässige Höhe des Gebäudes an der Ecke erlaubt haben, aber nicht die Geschossflächenzahl (GFZ) erhöhten.
Das daneben liegende Bürogebäude gehörte der Suntrust-Bank. Sie hatte es verlassen und zog in einen zweistöckigen Neubau nördlich des Parkhauses an der  Alton Road ein.
Das Erdgeschoss von Parkhaus und Bürogebäude wird für Läden, Restaurants und Bars genutzt. Auf dem Dach des Parkhauses befindet sich das Penthouse, das teilweise auch das Dach des Bürogebäudes in Anspruch nimmt. Es besteht aus einem Haupthaus und einem Gästehaus. Die Wohnflächen betragen 715 m², die Außenflächen 1672 m². Im Garten gibt es neben einem Pool auch einen geneigten Garten mit Weinreben, der von Raymond Jungles gestaltet wurde.

## Geschichte
Der Immobilienmakler Robert Wennett kaufte das Bürogebäude im Jahr 2005 für 23,5 Mio. US-Dollar. Die Baukosten für 1111 Lincoln Road betrugen 65 Millionen US-Dollar. 2011 diente der siebte Stock des Gebäudes unter anderem als Veranstaltungsort des Miami Gay and Lesbian Film Festivals.
Das Penthouse wurde anfänglich von Robert Wennett selbst bewohnt. Im Juli 2017 verkaufte Wennett die Überbauung für 283 Mio. US-Dollar an die Bayerische Versorgungskammer. Das Penthouse nutzte er weiter, schrieb es aber im November 2017 für 34 Mio. US-Dollar ebenfalls zum Verkauf aus.